# Militärputsch in Niger 2010
Am 18. Februar 2010 kam es in Niger zu einem Militärputsch. Soldaten griffen am Mittag unter Waffenbeschuss den Präsidentenpalast in Niamey an und nahmen den Präsidenten Mamadou Tandja gefangen. Später am selben Tag kündigten die Rebellen im Fernsehen die Bildung des Obersten Rates für die Wiederherstellung der Demokratie unter der Leitung von Salou Djibo an.

## Hintergrund
Dem Putsch ging eine jahrelange politische Krise im Niger voraus. Ausgelöst wurde sie durch eine Verlängerung der Amtszeit von Mamadou Tandja über das verfassungsrechtlich vorgegebene Maximum hinaus. Tandja löste Parlament und Verfassungsgericht auf und ließ eine neue Verfassung durchsetzen. Die neue Verfassung stärkte auch Tandjas Macht, indem sie das halbpräsidentielle Regierungssystem zugunsten eines vollen Präsidialsystems abschaffte. Tandja spielte das massive Hungerproblem Nigers herunter.
Die Opposition bezeichnete den Präsidenten als Diktator und bezeichnete seine Aktionen als stillen Staatsstreich. Tandja sah sich aufgrund der Ereignisse von 2009 auch starker internationaler und nationaler Kritik ausgesetzt. Hilfen westlicher Länder wurden eingestellt, und Niger wurde aus der ECOWAS ausgeschlossen.
Obwohl Tandja in von der ECOWAS vermittelten Gesprächen mit der Opposition verhandelte, ging man davon aus, dass die Gespräche im Februar 2010 ins Stocken geraten waren. Die Opposition machte Tandja für die mangelnden Fortschritte verantwortlich und protestierte weiterhin gegen seine Herrschaft. Am 14. Februar 2010 fand in Niamey eine große Protestkundgebung mit über 10.000 Teilnehmern statt.
Tandja ist seit seiner Teilnahme am Staatsstreich von 1974, der Seyni Kountché an die Macht brachte, einer der am längsten amtierenden Politiker des Niger. Unter dem Kountché-Regime besetzte er verschiedene hohe Positionen und leitete in den 1990er Jahren als Oppositionsführer die Nationale Bewegung für die Gesellschaft und Entwicklung. Ein weiterer Staatsstreich im Jahr 1999 ebnete den Weg für die Wahl, bei der Tandja zum Präsidenten gewählt wurde.

## Verlauf
Die nigrischen Streitkräfte griffen den Präsidentenpalast mit schwerer Artillerie an. Mamadou Tandja wurde festgenommen und in eine Kaserne nahe Niamey gebracht. Mindestens drei Menschen wurden laut Augenzeugenberichten getötet, ein weiteres Dutzend wurde verletzt. Es soll Schüsse und Explosionen im Regierungsviertel gegeben haben.
Sämtliche Verfassungsorgane wurden außer Kraft gesetzt. Neuer Anführer wurde der Kommandant der Artillerie Salou Djibo. Alle vorherigen Einrichtungen sollten aufgelöst werden. Später wurde der Oberste Rat für die Wiederherstellung der Demokratie gegründet und seine Gründung im Fernsehen verkündet. Im Radio wurde Militärmusik gesendet.

## Reaktionen und Nachwirkungen
Die Afrikanische Union verurteilte den Putsch. Nigeria, der wichtigste Handelspartner des Landes, schloss seine Grenze zu Niger.
Die Reaktionen im Niger waren überwiegend positiv. Landesweit sollen Kundgebungen stattgefunden haben, die den Putsch feierten. Auch die Opposition nahm den Putsch positiv auf und hoffte auf einen Wandel des Systems.